# 王丰 (臺灣)
王（1956年6月19日—），生於臺灣省南投縣，記者出身，是台灣傳記作家，父親湖北省人，母親江蘇省人。王丰畢業於台中一中、國立政治大學東亞研究所，曾任《時報周刊》採訪主任、《商業周刊》主筆、《商業周刊》總編輯、《TVBS周刊》總編輯、《新新聞》總編輯、《新新聞》資深主筆，現任《中國時報》發行人，文章散見於《亞洲週刊》等刊物。

## 參與節目
| 媒體名稱   | 節目名稱                 | 備註             |
| ---------- | ------------------------ | ---------------- |
| 澳亞衛視   | 《走進台灣》             | 特約政治評論員   |
| 中時電子報 | 《名家視評》             |                  |
| 中天新聞台 | 《中天名人堂之誰與爭丰》 |                  |
| 年代新聞台 | 《年代晚報》             | 總編輯           |
| 中天新聞台 | 《大政治大爆卦》         | #26 （20180609） |
| 中視新聞台 | 《2020庶民大頭家》       |                  |

## 著作
- 《我在蔣介石父子身邊的日子》（翁元口述，王丰記錄），商周出版，出版日期：2001年1月15日
- 《蔣宋美齡：美麗與哀愁》，華谷出版社，出版日期：2003年11月10日，ISBN 9789572884546
- 《蔣介石死亡之謎》，博揚文化，出版日期：2006年11月1日，ISBN 9789570463828
- 《蔣介石父子1949危機檔案(改版)》，商周出版，出版日期：2015年4月12日
- 《蔣介石在淞滬戰場：從忍辱到復仇》，時英文化，出版日期：2015年6月8日
- 《刺殺蔣介石：美國與蔣政權鬥爭史》，時報文化，出版日期：2015年10月20日，ISBN 9789571364308

## 外部連結
- 觀察者網王丰專欄 （页面存档备份，存于）